# 1992–1993-as magyar férfi kosárlabda-bajnokság
Az 1992–1993-as magyar férfi kosárlabda-bajnokság a hatvanegyedik magyar kosárlabda-bajnokság volt. Huszonnyolc csapat indult el, az előző évi első négy helyezett az osztrák, magyar, cseh, szlovák és szlovén csapatok részvételével tartott Szuperligában szerepelt, a többiek két csoportban (A csoport: 5-16. helyezettek, B csoport: 17-25. helyezettek plusz a három feljutó) két kört játszottak. Az alapszakasz után a Szuperligában szereplő négy csapat és az A csoport 1-4. helyezettjei az egymás elleni eredményeiket megtartva a másik csoportból jövőkkel újabb két kört játszottak, majd play-off rendszerben játszottak a bajnoki címért. Az A csoport 5-8. helyezettjei play-off rendszerben játszottak a helyezésekért. Az A csoport 9-12. és a B csoport 1-4. helyezettjei az egymás elleni eredményeiket megtartva a másik csoportból jövőkkel újabb két kört játszottak, majd play-off rendszerben játszottak az A csoportba kerülésért. A B csoport 5-12. helyezettjei play-off rendszerben játszottak a kiesés elkerüléséért.
A Bp. Honvéd és a Tungsram SC kosárlabda-szakosztálya egyesült Tungsram-Honvéd BT néven. Emiatt, valamint a Szeged SC visszalépése miatt az előző évi kiesők is indulhattak.
A Kaposcukor SE új neve Kaposvári KC lett.
Az Alba Regia SC új neve Albacomp lett.
A Vásárhelyi KK új neve Hódmezővásárhelyi KK lett.
A Deko SE új neve Debreceni SI lett.
Az Ezüstpart SE új neve Siófoki Azulev KKE lett.
A Salgótarjáni Kohász új neve Salgótarjáni KK lett.
A Budafoki MTE új neve Budafok KE lett.
A Dunai Kőolaj SK új neve Battai KE lett.

## Alapszakasz

### Szuperliga csoport
| #  | Csapat                     | M | Gy | V | K+  | K-  | P  |
| -- | -------------------------- | - | -- | - | --- | --- | -- |
| 1. | Tungsram-Honvéd BT         | 6 | 5  | 1 | 597 | 467 | 11 |
| 2. | Körmend-Hunor KC           | 6 | 5  | 1 | 494 | 468 | 11 |
| 3. | Zalaegerszegi TE-Heraklith | 6 | 1  | 5 | 494 | 554 | 7  |
| 4. | Kaposvári KC               | 6 | 1  | 5 | 454 | 550 | 7  |

### A csoport
| #   | Csapat                  | M  | Gy | V  | K+   | K-   | P  |
| --- | ----------------------- | -- | -- | -- | ---- | ---- | -- |
| 1.  | Szolnoki Olajbányász    | 22 | 19 | 3  | 1985 | 1678 | 41 |
| 2.  | Videoton SC             | 22 | 15 | 7  | 1969 | 1878 | 37 |
| 3.  | Alba Regia SC           | 22 | 14 | 8  | 2132 | 1983 | 36 |
| 4.  | Csepel SC               | 22 | 13 | 9  | 1950 | 1919 | 35 |
| 5.  | Hungaropress-Soproni KC | 22 | 13 | 9  | 1919 | 1921 | 35 |
| 6.  | Atomerőmű SE            | 22 | 11 | 11 | 1876 | 1844 | 33 |
| 7.  | Bajai Bácska KSE        | 22 | 11 | 11 | 1969 | 1936 | 33 |
| 8.  | Falco SE                | 22 | 10 | 12 | 1909 | 1929 | 32 |
| 9.  | Hódmezővásárhelyi KK    | 22 | 8  | 14 | 1853 | 1955 | 30 |
| 10. | Nagykőrösi KK           | 22 | 8  | 14 | 1738 | 1868 | 30 |
| 11. | MAFC                    | 22 | 5  | 17 | 1874 | 2087 | 27 |
| 12. | Pécsi VSK               | 22 | 5  | 17 | 1881 | 2057 | 27 |

### B csoport
| #   | Csapat                    | M  | Gy | V  | K+   | K-   | P  |
| --- | ------------------------- | -- | -- | -- | ---- | ---- | -- |
| 1.  | Debreceni SI              | 22 | 19 | 3  | 2113 | 1808 | 41 |
| 2.  | Dombóvári VMSE            | 22 | 18 | 4  | 2146 | 1838 | 40 |
| 3.  | Siófoki Azulev KKE        | 22 | 16 | 6  | 1828 | 1693 | 38 |
| 4.  | Salgótarjáni KK           | 22 | 15 | 7  | 1942 | 1795 | 37 |
| 5.  | Nyíregyházi TK            | 22 | 14 | 8  | 2026 | 1887 | 36 |
| 6.  | Opel Kápolnási-Budafok KE | 22 | 12 | 10 | 1916 | 1929 | 34 |
| 7.  | Kaposvári Honvéd          | 22 | 9  | 13 | 2051 | 2098 | 31 |
| 8.  | Pécsi PTSE                | 22 | 8  | 14 | 1860 | 1999 | 30 |
| 9.  | Battai KE                 | 22 | 8  | 14 | 1906 | 2001 | 30 |
| 10. | Testnevelési Főiskola SE  | 22 | 8  | 14 | 1692 | 1864 | 30 |
| 11. | Univer Kecskeméti SE      | 22 | 3  | 19 | 1719 | 2007 | 25 |
| 12. | Miskolci EAFC             | 22 | 2  | 20 | 1953 | 2233 | 24 |

* M: Mérkőzés Gy: Győzelem V: Vereség K+: Dobott kosár K-: Kapott kosár P: Pont

## Rájátszás

### 1–8. helyért
| #  | Csapat                     | M  | Gy | V  | K+   | K-   | P  |
| -- | -------------------------- | -- | -- | -- | ---- | ---- | -- |
| 1. | Tungsram-Honvéd BT         | 14 | 13 | 1  | 1438 | 1127 | 27 |
| 2. | Körmend-Hunor KC           | 14 | 11 | 3  | 1174 | 1089 | 25 |
| 3. | Szolnoki Olajbányász       | 14 | 8  | 6  | 1188 | 1126 | 22 |
| 4. | Zalaegerszegi TE-Heraklith | 14 | 7  | 7  | 1228 | 1239 | 21 |
| 5. | Albacomp                   | 14 | 6  | 8  | 1252 | 1323 | 20 |
| 6. | Videoton SC                | 14 | 5  | 9  | 1160 | 1267 | 19 |
| 7. | Csepel SC                  | 14 | 4  | 10 | 1199 | 1292 | 18 |
| 8. | Kaposvári KC               | 14 | 2  | 12 | 1112 | 1288 | 16 |

Negyeddöntő: Tungsram-Honvéd BT–Kaposvári KC 92–78, 91–83, 93–71 és Körmend-Hunor KC–Csepel SC 92–69, 87–79, 88–44 és Szolnoki Olajbányász–Videoton SC 102–74, 79–69, 103–83 és Zalaegerszegi TE-Heraklith–Albacomp 90–85, 91–102, 92–73, 101–110, 97–88
Elődöntő: Tungsram-Honvéd BT–Zalaegerszegi TE-Heraklith 118–78, 68–81, 88–71, 74–85, 93–74 és Körmend-Hunor KC–Szolnoki Olajbányász 68–71, 66–90, 61–71
Döntő: Tungsram-Honvéd BT–Szolnoki Olajbányász 79–72, 71–67, 100–89
3. helyért: Körmend-Hunor KC–Zalaegerszegi TE-Heraklith 87–73, 68–77, 96–100, 80–81
5–8. helyért: Albacomp–Kaposvári KC 85–95, 85–91 és Videoton SC–Csepel SC 86–87, 81–104
5. helyért: Csepel SC–Kaposvári KC 96–107, 74–73, 103–88
7. helyért: Albacomp–Videoton SC 107–86, 86–75

### 9–12. helyért
9–12. helyért: Hungaropress-Soproni KC–Falco SE 111–90, 94–106, 119–107, 94–78 és Atomerőmű SE–Bajai Bácska KSE 81–88, 76–97, 106–83, 81–86
9. helyért: Hungaropress-Soproni KC–Bajai Bácska KSE 100–90, 92–108, 104–92, 84–95, 108–105

### 13–20. helyért
| #   | Csapat               | M  | Gy | V  | K+   | K-   | P  |
| --- | -------------------- | -- | -- | -- | ---- | ---- | -- |
| 13. | MAFC                 | 14 | 10 | 4  | 1273 | 1182 | 24 |
| 14. | Debreceni SI         | 14 | 10 | 4  | 1265 | 1250 | 24 |
| 15. | Hódmezővásárhelyi KK | 14 | 8  | 6  | 1299 | 1235 | 22 |
| 16. | Nagykőrösi KK        | 14 | 8  | 6  | 1168 | 1168 | 22 |
| 17. | Dombóvári VMSE       | 14 | 7  | 7  | 1279 | 1234 | 21 |
| 18. | Pécsi VSK            | 14 | 6  | 8  | 1313 | 1285 | 20 |
| 19. | Siófoki Azulev KKE   | 14 | 4  | 10 | 1099 | 1209 | 18 |
| 20. | Salgótarjáni KK      | 14 | 3  | 11 | 1119 | 1252 | 17 |

11–14. helyért: Atomerőmű SE–Debreceni SI 87–66, 88–74 és Falco SE–MAFC 112–96, 86–104, 98–97
11. helyért: Atomerőmű SE–Falco SE 93–84, 100–109, 89–83
13. helyért: MAFC–Debreceni SI 99–97, 84–91, 96–99
15–18. helyért: Hódmezővásárhelyi KK–Pécsi VSK 88–83, 77–97, 88–69, 86–84 és Nagykőrösi KK–Dombóvári VMSE 104–68, 101–87, 121–77
15. helyért: Hódmezővásárhelyi KK–Nagykőrösi KK 101–92, 93–84
17. helyért: Dombóvári VMSE–Pécsi VSK 79-93, 93-98
19. helyért: Siófoki Azulev KKE–Salgótarjáni KK 85–76, 68–66, 104–101

### 21–28. helyért
21–28. helyért: Nyíregyházi TK–Miskolci EAFC 114–73, 85–75, 102–78 és Opel Kápolnási-Budafok KE–Univer Kecskeméti SE 79–71, 65–82, 89–83, 92–83 és Kaposvári Honvéd–Testnevelési Főiskola SE 109–111, 49–57, 83–87 és Pécsi PTSE–Battai KE 90–98, 93–97, 96–90, 93–113
21–24. helyért: Nyíregyházi TK–Battai KE 95–84, 113–90 és Opel Kápolnási-Budafok KE–Testnevelési Főiskola SE 92–73, 81–76
21. helyért: Nyíregyházi TK–Opel Kápolnási-Budafok KE 99–82, 97–76
23. helyért: Battai KE–Testnevelési Főiskola SE 107–91, 90–117, 119–111
25–28. helyért: Pécsi PTSE–Miskolci EAFC 84–96, 101–75, 85–89, 90–100 és Kaposvári Honvéd–Univer Kecskeméti SE 97–66, 88–70, 102–78
25. helyért: Kaposvári Honvéd–Miskolci EAFC 71–76, 89–108, 96–84, 78–82
27. helyért: Pécsi PTSE–Univer Kecskeméti SE 114–92, ?
Megjegyzés: A ?-lel jelölt meccs eredményét a Nemzeti Sport nem közölte.

## Díjak
| 61. Férfi Kosárlabda Magyar Bajnok |
| Tungsram-Honvéd BT 30. bajnoki cím |